# Dicromatòpsia
La dicromatòpsia és un trastorn de la percepció dels colors que consisteix a poder distingir només dos dels tres colors primaris. Normalment, aquests dos colors són el blau i el groc, o, més rarament, el vermell i el verd.

## Classificació
- Protanopia o protanòpsia
- Deuteranopia
- Tritanòpsia o tritanopia